# E-screener
De e-screener is een computergestuurde psychologische vragenlijst die sinds oktober 2019 in Nederland wordt gehanteerd bij nieuwe aanvragen van een jachtakte en wapenvergunning. De test heeft tot doel zicht te krijgen op de geschiktheid van de aanvrager om een (jacht)wapen en munitie in bezit te hebben. 
Aanleiding tot het invoeren van deze test was de Schietpartij in Alphen aan den Rijn op 9 april 2011, waarbij een jonge man met een wapenvergunning zes mensen doodschoot en 17 personen verwondde in een winkelcentrum.
De vragenlijst moet tonen of de persoon die de vergunning aanvraagt bijvoorbeeld depressief of agressief is. De politie gebruikt onder andere deze test om te beoordelen of zij veilig een vergunning kan verstrekken. Voorheen werd daarbij gebruik gemaakt van een papieren formulier, en welk formulier nog steeds van toepassing is op aanvragen van een verlenging van een bestaande vergunning. De test bestaat uit 100 korte vragen waarop de aanvrager met ja/nee, of eens/oneens kan antwoorden. Daarbij wordt met name gescreend op de eigenschap impulsiviteitscontrole. 
De test wordt afgenomen op locaties van het bedrijf Lamark. Deze onderneming heeft ruim 20 testlocaties verspreid over heel Nederland, waar examens en andere testen voor diverse organisaties worden afgenomen.
Op de test is kritiek geuit door de Nederlandse Jagersvereniging, samen met de Koninklijke Nederlandse Schietsport Associatie (KNSA) en de Verenigde Vakspecialisten Jacht en Schietsport (VVJS).
De minister heeft het gebruik van de e-screener voor het beoordelen van aanvragen voor verlenging van vergunningen sinds eind oktober 2019 opgeschort. 
In diverse rechterlijke vonnissen is kritiek geuit op de e-screener en is uitgemaakt dat de jachtakte of wapenvergunning niet ingetrokken kan worden op basis van de uitslag van de e-screener. In mei 2022 werd het eindrapport over de e-screener van drie academici gepubliceerd dat op bevel van de Rechtbank Den Haag en op verzoek van de Koninklijke Nederlandse Jagersvereniging en de Koninklijke Nederlandse Schietsport Associatie werd opgesteld. Hierin werd geconcludeerd dat de e-screener ondeugdelijk is en dat een dergelijke test, in tegenstelling tot de praktijk, alleen door een psychiater of psycholoog geïnterptreteerd en gecommuniceerd kan worden.

## Wettelijk kader
De Wet op Wapens en munitie (Wwm) schrijft het gebruik van een door de minister aangewezen onderzoek voor “op grond waarvan kan worden beoordeeld of er verhoogde kans is op de situatie bedoeld in artikel 7, eerste lid, onderdeel b", waarna in bedoelde bepaling wordt vermeld de mogelijkheid dat "er reden is om te vrezen dat aan de aanvrager het onder zich hebben van wapens of munitie niet kan worden toevertrouwd". Voor aanvragen van een verlenging van een vergunning heeft de minister het gebruik van een schriftelijk (WM32) formulier voorgeschreven. Alleen voor nieuwe aanvragen heeft de minister de e-screener voorgeschreven. Het gebruik van de e-screener is niet wettelijk verplicht. 